# Gorušica (biljni rod)
Gorušica (lat. Sinapis), maleni biljni rod iz porodice kupusovki ili krstašica (Brassicaceae) kojemu pripada četiri vrsta jednogodišnjeg raslinja. Rod je najviše poznat po tome što se iz njezinog sjemenja, ljutog okusa, proizvodi senf, a po istome je poznata i srodna vrsta Brassica nigra (crna gorušica) koja pripada rodu kupusa brassica.
Latinsko ime roda dolazi od grčkog sinos (=šteta) i ops (=oko), zbog njezinog draženja očiju na suzenje. Mladi listovi bijele gorušice su jestivi i sirovi i kuhani. Od njezinog ljutog samljevenog sjemenja proizvodi se senf, a može se kuhati i kao ljekoviti čaj.
Gorušica u Hrvatskoj nije česta i rijetko se uzgaja, a prisutne su dvije vrste poljska gorušica (S. arvensis) koja je rasprostranjena po Europi i Aziji i i bijela gorušica (S. alba), čija je domovina Sredozemlje.

## Vrste
1. Sinapis alba L.
2. Sinapis arvensis L.
3. Sinapis flexuosa Poir.
4. Sinapis pubescens L.

Sinonimi
- Sinapis incana sinonim za Hirschfeldia incana (L.) Lagr.-Foss.